# Bahnhof Zeitz
Der Bahnhof Zeitz ist der Bahnhof der Stadt Zeitz im Burgenlandkreis in Sachsen-Anhalt. 1859 wurde er eröffnet und entwickelte sich zu einem großen Eisenbahnknoten mit fünf Strecken. Das Empfangsgebäude steht unter Denkmalschutz.

## Lage
Der Bahnhof liegt im Norden der Stadt an der Weißen Elster. Er grenzt an die Baenschstraße und an die Schädestraße. Richtung Nordosten verläuft die Strecke nach Leipzig, an der auch die Strecken nach Weißenfels, Altenburg und Tröglitz abzweigen. In Richtung Südwesten geht es nach Probstzella.
Der Güterbahnhof liegt nordöstlich von den Reiseverkehrsanlagen auf der Westseite der Strecke nach Leipzig in der Nähe der Leipziger Straße.

## Geschichte
Seinen ersten Bahnhof (Thüringer Bahnhof, später Preußischer Bahnhof) erhielt Zeitz, als die Strecke aus Weißenfels am 9. Februar 1859 Zeitz erschloss. Gleichzeitig ging auch der Abschnitt Zeitz–Gera der Bahnstrecke Leipzig–Probstzella in Betrieb. Dieser befand sich an der Stelle des heutigen Personenbahnhofs. Links vom Empfangsgebäude befand sich die Bahnmeisterei Zeitz, in deren Gebäude am 1. Dezember 1873 das erste Zeitzer Bahnpostamt eröffnet wurde, später folgten der Eilgüterschuppen und eine Güterabfertigung. Drei Bahnsteiggleise waren für den Verkehr von und nach Weißenfels und Gera vorhanden. Parallel zu diesen verlief eine ausgedehnte Laderampe mitsamt Güter- und Ladegleisen. An der Stelle der heutigen Unterführung Donaliesstraße befand sich ein Schrankenübergang für den Fuhrwerksverkehr, der Fußgängerverkehr verlief durch einen Tunnel, damit man auch bei geschlossenen Schranken auf die andere Seite der Bahn gelangen konnte. Mit der Eröffnung des nördlichen Abschnitts der Bahnstrecke Leipzig–Probstzella am 20. Oktober 1873 führte eine weitere Bahnlinie nach Zeitz.
Am 19. Juni 1872 erhielt Zeitz mit der Eröffnung der Bahnstrecke Zeitz–Altenburg durch die private Altenburg-Zeitzer Eisenbahngesellschaft einen weiteren Bahnhof, den Sächsischen Bahnhof, der seinen Namen dem Betriebsführer, der Königlich Sächsischen Staatseisenbahn, zu verdanken hatte und sich in etwa an der Stelle des späteren Bahnbetriebswerks im Güterbahnhof Zeitz befand. Er bestand aus einem Bahnhofsgebäude, einem Güterschuppen und einem Lokschuppen für drei Lokomotiven. Zu diesem Zeitpunkt existierte noch keine Verbindung zwischen den beiden Bahnhöfen, das änderte sich erst 1882, als die Privatbahnen in den Besitz der damaligen deutschen Länderbahnen übergingen. Jetzt wurden nicht nur Güter von einem Bahnhof in den anderen überführt, auch die Personenzüge fuhren in den Thüringer Bahnhof durch.
Die im Jahr 1897 eröffnete Bahnstrecke Zeitz–Camburg endete aufgrund der großen Auslastung der Gleise im Thüringer Bahnhof bis 1914 im separaten „Camburger Bahnhof“. Die Gleise der Bahnlinie kreuzten dabei die Gleise der Geraer Strecke auf gleicher Höhe.
So erhielt die industrielle Entwicklung in Zeitz aufgrund der Eisenbahn einen erheblichen Aufschwung, was wiederum zu einer Erhöhung das Verkehrsaufkommen führte. Daraufhin errichtete man 1879 die Dreierbrücke, um über die Weiße Elster zum Bahnhof zu gelangen. Der Bau erfolgte durch private Investoren, da der Stadt Zeitz die finanziellen Mittel fehlten. Zunächst wurden von jedem Nutzer der Brücke drei Pfennige eingenommen. Nachdem 1914 durch die Stadt die privaten Anteile der Brücke aufgekauft wurden, fielen diese Nutzungsgebühren weg. Die für den Güterverkehr genutzten Gleise erwiesen sich bald als unzureichend und mussten deshalb erweitert werden.
Im Jahr 1912 begann man mit dem Neubau eines Rangierbahnhofs, der schon am 1. Juni 1913 in Betrieb genommen wurde, womit der Verkehr auf dem bisherigen Güterbahnhof eingestellt und der Sächsische Bahnhof in der Tiergartenstraße für den öffentlichen Verkehr geschlossen wurde.
Am 1. Dezember 1913 folgte die Eröffnung der Bahnstrecke Tröglitz–Zeitz als Verbindungsbahn für den Güterverkehr in Richtung Altenburg.
Die Umbauarbeiten im Personenbahnhof waren währenddessen in vollem Gange, hier wurde der Bahnübergang über die heutige Donaliesstraße durch eine Unterführung ersetzt, Dämme wurden aufgeschüttet, eine neue Unterführung an der Zemag wurde gebaut, für die Camburger Bahn wurde eine Kreuzung mittels einer freitragenden Stahlbrücke über die Geraer Bahn erbaut, neue Bahnsteige wurden errichtet, die alten Anlagen und Gebäude, mit dem Camburger Bahnhof (Im April 1914 geschlossen), wurden abgebrochen sowie ein neues Empfangsgebäude, ein Eilgutgebäude, das danebenliegende Dienstwohngebäude und auf der anderen Seite ein Verwaltungsgebäude, in das 1916 die Bahnpost einzog, wurden 1915 errichtet.
Am Morgen des 7. Januar 1959 entgleisten die vier letzten Wagen eines Personenzugs bei der Einfahrt in den Bahnhof. Dabei kamen drei Reisende ums Leben.
Die Güterzugstrecke nach Tröglitz blieb bis 2005 in Betrieb und wurde am 30. September 2009 stillgelegt.
Der Personenverkehr auf der Bahnstrecke nach Camburg wurde im Jahr 1999 eingestellt. Im Jahr 2000 wurde die Bahnstrecke stillgelegt.
Der Personenverkehr auf dem Abschnitt Zeitz–Meuselwitz der Bahnstrecke nach Altenburg wurde am 28. September 2002 eingestellt, die Bahnstrecke ist bis Tröglitz seit dem 12. Dezember 2012 ein Anschlussgleis für den Chemie- und Industriepark Zeitz.
Im September 2015 begann ein öffentliches Interessenbekundungsverfahren für das Zeitzer Bahnhofsgebäude, wodurch geeignete Mieter gefunden werden sollten. Seit Anfang Januar 2016 gehört das Empfangsgebäude der Stadt Zeitz.
2022 wurden Busbahnhof, Bahnhofsvorplatz sowie Baenschstraße nach der Sanierung wieder eröffnet.
2023 erfolgte die feierliche Fertigstellung der Sanierung des Bahnhofs mit einem Stadtfest.

## Anlagen

### Bahnsteige und Gleise
Einst verfügte der Bahnhof über insgesamt 16 Gleise (siehe Tabelle) und vier Inselbahnsteige. Das Empfangsgebäude liegt südlich dieser Bahnsteige. Daneben befand sich die Bahnverwaltung der Altenburg-Zeitzer Eisenbahngesellschaft. Es gab mehrere Anschlussgleise zu örtlichen Fabriken.
| Gleis | Nutzlänge | Gleis | Nutzlänge |
| ----- | --------- | ----- | --------- |
| 1     | 376 m     | 31    | 54 m      |
| 2     | 490 m     | 32    | 129 m     |
| 3     | 457 m     | 34    | 73 m      |
| 4     | 499 m     | 36    | 95 m      |
| 5     | 379 m     | 37    | 97 m      |
| 6     | 370 m     | 38a   | 650 m     |
| 7     | 420 m     | 40    | 110 m     |
| 8     | 377 m     | 43    | 50 m      |

Von den vier Bahnsteigen sind durch die Einstellung des Reiseverkehrs auf den Strecken Zeitz–Altenburg und Zeitz–Camburg nur noch die beiden nördlichen mit den Bahnsteiggleisen 5 bis 8. Die Bahnsteiglänge dieser beiden benutzten Bahnsteige liegt zwischen 230 und 270 Metern. Die Reisezüge der Strecke Leipzig–Probstzella halten im Regelfall auf den Gleisen 7 und 8.

### Stellwerke
Der Bahnhof Zeitz besitzt vier elektromechanische Stellwerke der Bauart S&H 1907. B2 und B7 sind Fahrdienstleiter-, W6 und W8 befehlsabhängige Wärterstellwerke. Die Stellwerke W6, B7 und W8 sind mit Formsignalen ausgerüstet. Das Stellwerk B2 wurde auf Hl-Lichtsignale umgestellt.

## Verkehrsanbindung
Schätzungen nach benutzen etwa 900 bis 1000 Personen jeden Werktag den Bahnhof.

### Regionalverkehr
| Linie                    | Linienverlauf                                                                      | Takt (min)              | EVU           |
| ------------------------ | ---------------------------------------------------------------------------------- | ----------------------- | ------------- |
| RE 12                    | Leipzig – Zeitz – Gera – Weida – Pößneck – Saalfeld (Saale) – Blankenstein (Saale) | 120                     | Erfurter Bahn |
| RB 22                    | Leipzig – Zeitz – Gera – Weida – Pößneck – Saalfeld (Saale)                        | 120                     | Erfurter Bahn |
| RB 76                    | Zeitz – Theißen – Teuchern – Weißenfels                                            | 060 (Mo–Fr) 120 (Sa–So) | Erfurter Bahn |
| Stand: 15. Dezember 2024 |                                                                                    |                         |               |

### Öffentlicher Nahverkehr
Der Busbahnhof wird unter anderem von dem PlusBus des Bahn-Bus-Landesnetz Sachsen-Anhalt sowie dem Mitteldeutschen Verkehrsverbund auf folgenden Verbindungen bedient:
- Linie 500: Zeitz – Tröglitz – Rehmsdorf – Meuselwitz – Gerstenberg – Altenburg
- Linie 820: Zeitz – Kretzschau – Stößen – Mertendorf – Naumburg
- Linie 850: Zeitz – Reuden – Profen – Hohenmölsen